# Provincia di San Román
La provincia di San Román è una delle 13 province della regione di Puno nel Perù.

## Capoluogo e data di fondazione
Il capoluogo è Juliaca.
È stata istituita nel 1821.
Sindaco (Alcalde): David Sucacahua Yucra(2019-2022)

## Superficie e popolazione
- 2277,83 km²
- 236 315 abitanti (inei2005)

## Provincie confinanti
Confina a nord con la provincia di Azángaro e con la provincia di Lampa; a sud con la provincia di Puno; a est con la provincia di Huancané e a ovest con la regione di Arequipa e con la regione di Moquegua.

## Geografia antropica

### Suddivisioni amministrative
È divisa in 4 distretti:
- Cabana
- Cabanillas
- Caracoto
- Juliaca